# TP-82
La TP-82 (in russo ТП-82?, acronimo di трёхствольный пистолет, trёkhstvol'nij pistolet, pistola a tre canne) era una pistola multiuso fornita in dotazione, tra il 1986 e il 2007, ai cosmonauti russi come strumento di difesa durante il periodo di attesa del recupero dopo l'atterraggio nelle foreste della Siberia.

## Storia
La TP-82 fu sviluppata a seguito delle vicende occorse al cosmonauta Aleksej Archipovič Leonov: nel marzo 1965, a causa di un guasto meccanico alla sua Navicella Voschod, Leonov atterrò a grande distanza dal punto di rientro previsto e, prima di essere recuperato, dovette rimanere per due giorni nel mezzo delle foreste degli Urali occidentali, dove scoprì che la pistola Makarov calibro 9 mm che aveva in dotazione nel suo kit di sopravvivenza risultava inefficace contro gli orsi e i lupi che abitavano la zona. Su sua insistenza, le autorità sovietiche progettarono quindi un'arma molto più potente con cui fronteggiare simili evenienze.
La TP-82 fu portata regolarmente dai cosmonauti russi nelle missioni dal 1986 al 2007, come parte del loro kit di sopravvivenza d'emergenza. A seguito della cessazione della fabbricazione del munizionamento speciale, l'arma rimase in servizio fino alla scadenza delle munizioni in dotazione, venendo sostituita in seguito da una normale pistola semiautomatica.

## Caratteristiche
La TP-82 era un ibrido tra una pistola e un fucile da caccia. L'arma aveva tre canne: le due superiori, affiancate come in una doppietta, sparavano proiettili calibro 12,5 × 70 mm mentre la canna di emergenza, collocata inferiormente alle due, sparava proiettili calibro 5,45 × 39 mm. Aveva un solo grilletto, con un sistema di ricarica ad apertura e un calcio collocato alla fine dell'impugnatura che nascondeva un coltello a lama trapezoidale. Oltre che per fronteggiare gli animali selvatici, eventualmente la pistola poteva servire anche per procurarsi cibo cacciando e per lanciare segnali sonori rivolti ai soccorritori.